# Sílvio José Canuto
Sílvio José Canuto (São Paulo, 17 januari 1977), ook wel kortweg Silvinho genoemd, is een Braziliaans voetballer.